# Hikari Ōe
Hikari Ōe (japonès: 大江光)  (Tòquio, 13 de juny de 1963) és un compositor japonès que té autisme. És fill de l'escriptor i guanyador del Premi Nobel Kenzaburō Ōe.

## Biografia
Hikari Oe va néixer autista i amb una discapacitat del desenvolupament, l'evolució de les quals l'hauria portat a la mort. Els doctors van intentar convèncer els seus pares de deixar-lo morir, però ells van desistir. Després d'una operació, va romandre amb discapacitat visual, retard en el desenvolupament, epilèpsia i una coordinació física limitada. Tampoc no podia parlar gaire.
Els pares d'Ōe expliquen que la seva primera resposta a un so en particular va ser quan estava mirant la televisió amb els seus pares, i va sentir el cant d'un ocell, al qual va respondre. Els seus pares estaven fascinats. Li van comprar un disc amb pistes de cants d'ocells, en què una dona deia el nom de cada ocell abans que sonés el cant de l'ocell. Va escoltar aquest disc. Un dia, caminant amb els seus pares a prop de la seva casa de vacances, van sentir un ocell cantant, i llavors va imitar la veu de la dona que presentava els cants dels ocells als discos del seu fill. Així va ser com van tenir la idea de contractar un professor de música per a Ōe. Els seus pares van aconseguir una professora de piano, Kumiko Tamura, per a ell. En lloc de parlar, Ōe va començar a expressar els seus sentiments en la música i a través de la composició musical. Finalment, li van ensenyar notació musical.
Kenzaburō Ōe ha acreditat el seu fill com la seva influència a la seva carrera literària perquè ell va intentar donar al seu fill "veu" a través de l'escriptura. La bibliografia de Kenzaburo Ōe sempre ha estat esmentada per crítics literaris com una referència al seu fill. El 1994, Kenzaburō Ōe va guanyar el Premi Nobel de Literatura.

## Discografia
Music of Hikari Ōe, Vol. 1 per Hikari Ōe, Hiroshi Koizumi, i Akiko Ebi (CD d'Àudio)
Music of Hikari Ōe, Vol. 2 per Hikari Ōe, Hiroshi Koizumi, Akiko Ebi, i Tomoko Katō (CD d'Àudio)